# Sébastien Lasserre
Pour les articles homonymes, voir Lasserre.
Sébastien Lasserre est un auteur, compositeur, réalisateur de courts-métrages et séries d'animation français de Bayonne,.

## Biographie
Il est le créateur de la série télévisée Pipas & Douglas et de ses personnages, co-écrite et co-réalisée avec Alexandre So, produite par Hari Production et diffusée à l'international : depuis 2018, la première saison de la série est diffusée en France sur France 4, au Québec à partir du 10 septembre 2018 à Télé-Québec, en Suède sur SVT2, en Norvège sur NRK Super et NRK TV, en Chine sur la plateforme de vidéos Youku, en Belgique flamande sur VRT, en Finlande sur Yle, à Hong-Kong sur TVB, et en Écosse sur la BBC Alba,,.

## Récompenses et nominations
- En 2018 à Turin, Pipas & Douglas remporte le Pulcinella Award dans la catégorie Best TV Series Kids, lors du festival Cartoons on the Bay[5],[6],[7],[8],[9].